# Jean-François-Marie Cart
Jean-François-Marie Cart (Mouthe, 31 agosto 1799 – Nîmes, 13 agosto 1855) è stato un vescovo cattolico francese.

## Biografia
Era figlio di Claude François Cart, avvocato e notaio a Mouthe, e di Jeanne Françoise Favrot.
Studiò nel collegio di Pontarlier, dove fu definito svogliato e burlone, poi nei seminari di Nozeroy, Ornans e Besançon.
Ordinato prete nel 1822, fu dapprima vicario dell'abbé Bonjour, curato di Pontarlier, e fu successivamente chiamato a dirigere il seminario di Besançon; divenne anche vicario generale dell'arcidiocesi.
Fu designato vescovo di Nîmes il 22 dicembre 1837 e preconizzato da papa Gregorio XVI il 12 febbraio 1838.
Colpito dalla malattia dal 1851, rimase alla guida della diocesi fino alla morte, il 13 agosto 1855.
È sepolto nel cimitero di Saint-Baudile a Nîmes: il monumento funebre riproduce la sua figura giacente.
Nel 1857, l'abbé Pierre Azaïs pubblicò nel 1856 una Vie de monseigneur Jean François Marie Cart, évêque de Nîmes.

## Genealogia episcopale
La genealogia episcopale è:
- Cardinale Guillaume d'Estouteville, O.S.B.
- Papa Sisto IV
- Papa Giulio II
- Cardinale Raffaele Sansone Riario
- Papa Leone X
- Papa Paolo III
- Cardinale Francesco Pisani
- Cardinale Alfonso Gesualdo di Conza
- Papa Clemente VIII
- Cardinale Pietro Aldobrandini
- Cardinale Laudivio Zacchia
- Cardinale Antonio Barberini, O.F.M.Cap.
- Cardinale Nicolò Guidi di Bagno
- Arcivescovo François de Harlay de Champvallon
- Cardinale Louis-Antoine de Noailles
- Vescovo Jean-François Salgues de Valderies de Lescure
- Arcivescovo Louis-Jacques Chapt de Rastignac
- Arcivescovo Christophe de Beaumont du Repaire
- Cardinale César-Guillaume de la Luzerne
- Arcivescovo Gabriel Cortois de Pressigny
- Arcivescovo Hyacinthe-Louis de Quélen
- Cardinale Jacques-Marie-Adrien-Césaire Mathieu
- Vescovo Jean-François-Marie Cart